# 東豊製菓
東豊製菓（とうほうせいか）は、愛知県豊橋市に本社を持つスナック・ゼリー等の製造会社である。主力商品に「ポテトフライ」などがある。

## 沿革
1948年に創業者である鈴木扶二雄が個人で飴菓子の製造を開始、1964年に乾燥ゼリーの工場が完成、1971年に豊橋市春日町に株式会社を設立。
1980年に「ポテトフライ」を販売開始。2020年に設備の老朽化と将来の市場縮小を見込み、ゼリー系の全ての販売を終了、「ポテトフライ」製造に一本化する。

## 本社工場
所在地：愛知県豊橋市春日町1丁目156番地

## 商品
スナック
- ポテトフライシリーズ
  - フライドチキン味
  - カルビ焼味
  - じゃが塩バター味

- ※販売を終了したシリーズ
  - 大人のポテトフライ　辛辛チキン[3]
  - コーンポタージュ味 [4]
  - たこ焼マヨネーズ味[5]
  - てりやきバーガー味 [6]

カップゼリー
※2016年10月に販売終了。
ドリンクゼリー
※2020年に全て販売終了。
- のむんチョゼリー
- まぜまぜくん
- くるくるぼーゼリー
- ラムネゼリー

## ポテトフライ

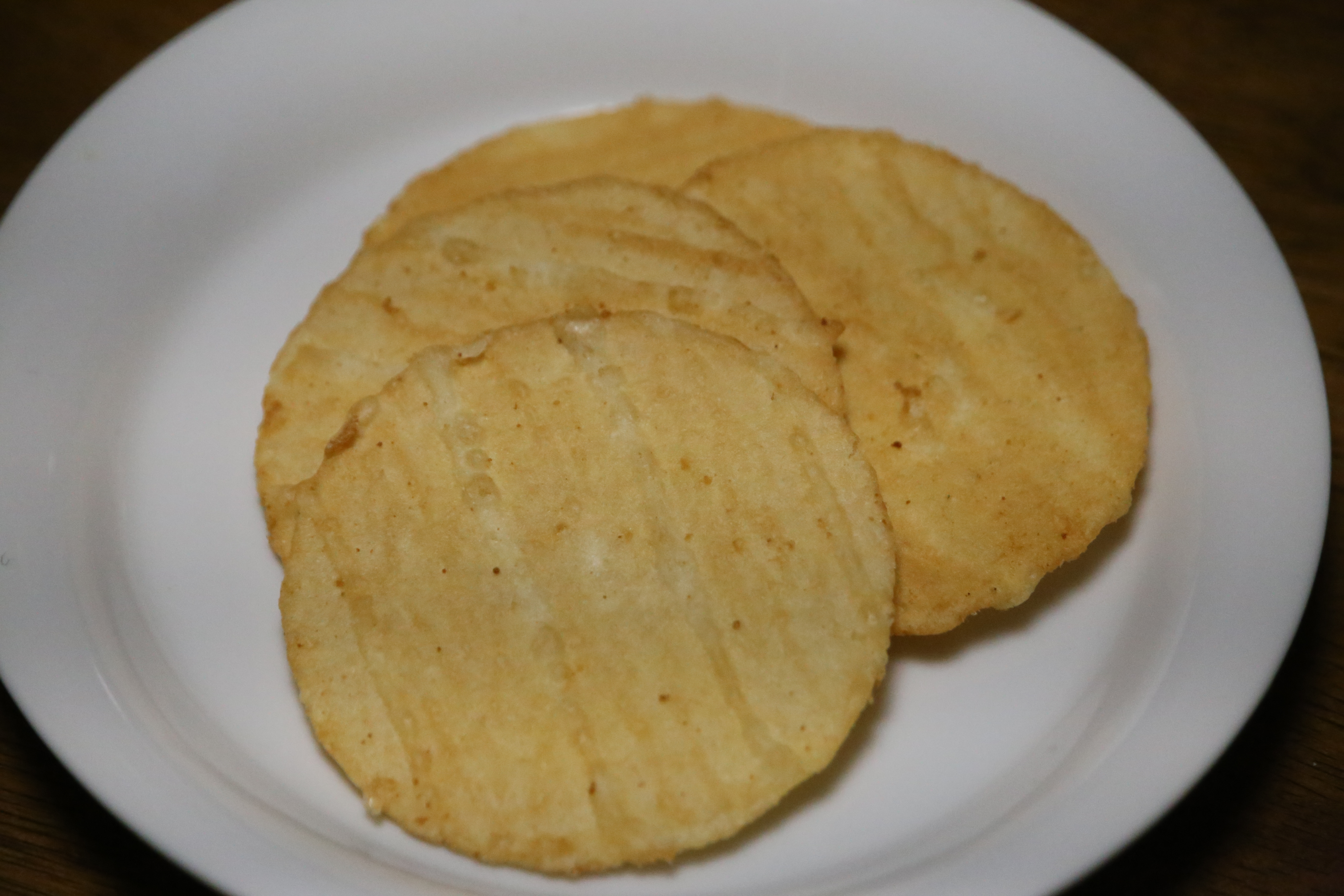
ポテトフライ フライドチキン味

じゃがいもの粉末と小麦粉を、天ぷらのように衣にして揚げた駄菓子。
1980年に発売し、特に2011年から2020年に売上は当初の2倍となり年間7500万袋を販売している。売上が伸びている理由として、子供の時に駄菓子として買っていた層が大人になり、酒のつまみとして購入して、幅広い世代が買っているためとしている。
2021年現在は、生産体制が追いつかずコンビニでは一部のセブンイレブンのみで、スーパーや量販店、ドラッグストアでも置いていない場合がある。
| ポテトフライ | ポテトフライ | ポテトフライ |
| 西暦         | 枚数         | 値段（税別） |
| ------------ | ------------ | ------------ |
| 1980年       | 3枚          | 20円         |
| 1992年       | 4枚          | 30円         |
| 2015年       | 4枚          | 35円         |

### 名前が似ている・同名の商品
- ポテトスナック
  - 安城市の「いずみ製菓」が1988年から2013年まで製造していた駄菓子。製造が終了するニュースが流れた際に、東豊製菓がホームページで「ポテトフライは販売を続けます」と通知した[8]。
  - 2016年以降は、西尾市の「かとう製菓」が販売している[9]。
- ポテトフライ
  - 北九州市の「中村製菓」が同名の商品を販売しているが、フライドポテトの形をした駄菓子で東豊製菓のポテトフライとは全く異なる。